# Eric Griffin
Eric Michael Griffin (Boston, 28 dicembre 1976) è un musicista statunitense.

## Biografia
Griffin è un chitarrista e bassista punk rock, prevalentemente noto per la sua militanza nelle band horror punk Murderdolls e Wednesday 13 e nella band street metal Faster Pussycat.
Inizia a suonare a dodici anni influenzato da band quali Kiss e Mötley Crüe e nel 1999 entra a far parte dei Synical insieme al suo amico Ben Graves.
Nel 2002 entra stabilmente nei Murderdolls come bassista e, benché la band avesse appena finito di registrare il suo primo album Beyond the Valley of the Murderdolls senza la presenza di Griffin, egli compare nell'artwork del disco.
Nel 2004, dopo diversi tour, Joey Jordison membro fondatore dei Murderdolls torna a dedicarsi agli Slipknot, causando un periodo di pausa della band.
Nel frattempo Eric Griffin si dedica ad altri progetti musicali, suonando con: Genitorturers, Faster Pussycat e Wednesday 13.
Nel 2011 in un'intervista con Rock N Roll Experience Magazine Griffin dichiara di non essere stato invitato alla re-union dei Murderdolls per una decisione presa da Joey Jordison e Wednesday 13.